# 厚賀駅
厚賀駅（あつがえき）は、北海道（日高振興局）沙流郡日高町字厚賀町にあった、北海道旅客鉄道（JR北海道）日高本線の駅（廃駅）である。電報略号はツカ。事務管理コードは▲132210。
1986年（昭和61年）10月まで運行されていた急行「えりも」の停車駅であった。

## 歴史

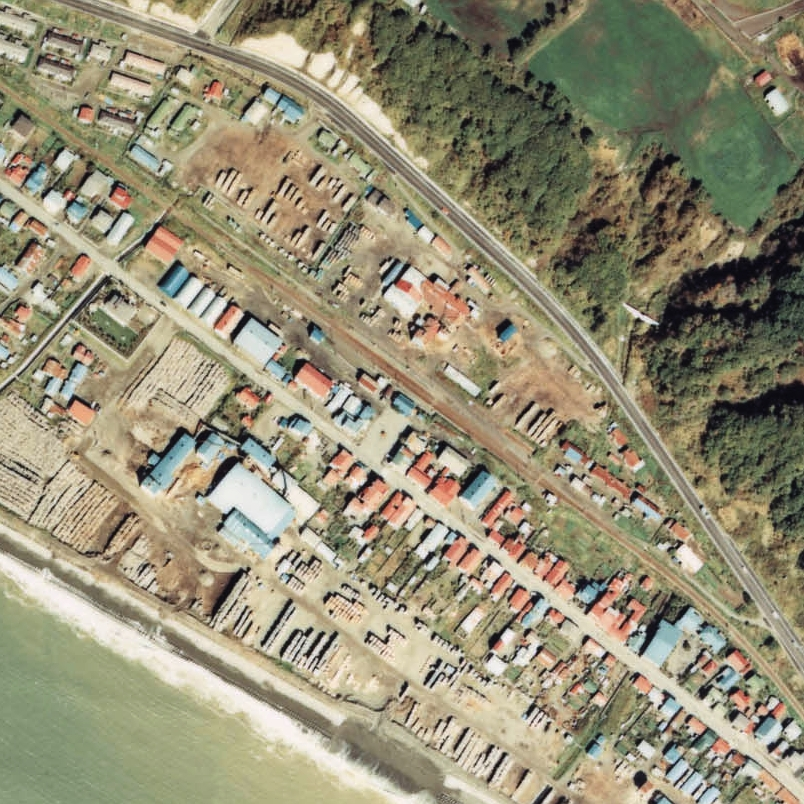
1978年の厚賀駅と周囲約750m範囲。右下が静内方面。少しずれた相対式ホーム2面2線と駅舎横苫小牧側の貨物ホームへ引込み線、この時点では既に貨物扱いを廃止しているが、駅裏に木工場敷地界に沿って左側水路手前まで静内方から側線が伸びている。

- 1924年（大正13年）9月6日：日高拓殖鉄道佐瑠太駅（後の富川駅） - 当駅間延伸開通に伴い開業[3][4]。一般駅[1]。
- 1926年（大正15年）12月7日：当駅 - 静内駅間延伸開通に伴い中間駅となる。
- 1927年（昭和2年）8月1日：日高拓殖鉄道が国有化により国有鉄道に移管[1]。線路名を日高線に改称、それに伴い同線の駅となる。
- 1943年（昭和18年）11月1日：線路名を日高本線に改称、それに伴い同線の駅となる。
- 1977年（昭和52年）2月1日：貨物・荷物扱い廃止[5]。同時に出札・改札業務を停止し旅客業務について無人化[6]。但し閉塞扱いの運転要員は継続配置[7]。乗車券は簡易委託化。
- 1986年（昭和61年）11月1日：日高本線の特殊自動閉塞（電子符号照査式）化に伴う交換可能駅集約に伴い、棒線化[8]。
- 1987年（昭和62年）4月1日：国鉄分割民営化に伴い、北海道旅客鉄道（JR北海道）の駅となる[1]。
- 1989年（平成元年）：駅舎改築[9][10]。
- 時期不詳[注 1]：簡易委託廃止、完全無人化。
- 2015年（平成27年）
  - 1月8日：当駅 - 大狩部駅間の高波被害により列車の運行を休止[JR北 2]。
  - 2月21日：代行バスの待合場所を駅から駅前の道道208号上設置のバス停付近に変更[JR北 3]。
- 2021年（令和3年）4月1日：鵡川駅 - 様似駅間の廃止に伴い、廃駅となる[JR北 1][運輸局 1]。

### 駅名の由来
当地はもともと「厚別（あつべつ）」と呼ばれていたが、西隣の「賀張（がばり）」との境界に駅ができたため、双方の頭文字から駅名が「厚賀」と命名された。その後、駅前に市街ができたことで「厚賀」の名称は地名化し、地名としての「厚別」は消滅した。
「厚別」の名称は現在も日高町と新冠町の境界を流れる川の名称（厚別川）として残存している。名称由来については諸説ある（当該項目を参照）。
「賀張」の名称は現在も地名として残存している。アイヌ語の「カパㇽ（kapar）」（平たい、薄い）に由来すると考えられている。永田方正はより詳細に、同地の海岸に「カパㇽシラㇻ（kapar-sirar）」（平べったい・岩）が多く、「カパルシ（Kapar-us-i）」（平たい〔岩〕・多い・ところ＝暗礁）と呼ばれていたことが由来と考察している。

## 駅構造
単式ホーム1面1線を有した地上駅だった。ホームは線路の南西側（様似方面に向かって右手側、旧1番線）に存在した。転轍機を持たない棒線駅となっていた。かつては単式ホーム・島式ホーム（片面使用）複合型2面2線を有する列車交換可能な交換駅であった。互いのホームは駅舎側ホーム中央部分と対向ホーム東側を結んだ構内踏切で連絡した。駅舎側（南西側）が上りの1番線、対向側（北東側）が下りの2番線となっていた。また島式ホームの外側1線が様似方の転轍機が維持された行き止りの側線となっていた。交換設備運用廃止後は対向側の線路は側線を含め1993年（平成5年）までには撤去されたが、ホーム前後の線路は転轍機の名残で湾曲していた。
静内駅が管理していた無人駅だった。駅舎は構内の南西側に位置しホームに接していた。有人駅時代の駅舎は改築され、アーチ状で木製の窓を持つ木製板張りの外壁を有する駅舎となっていた。駅入口の駅銘板は一枚板に駅名が彫刻された立派な物であった。駅舎横に駅舎とは別棟で、富川駅の建物と同型のトイレ棟を有した。
かつては駅舎内に売店があった（1993年（平成5年）3月時点では営業中であった）。
駅附近は落石の多い区間であり、1983年（昭和58年）4月時点では落石予防・早期発見設備が存在した。

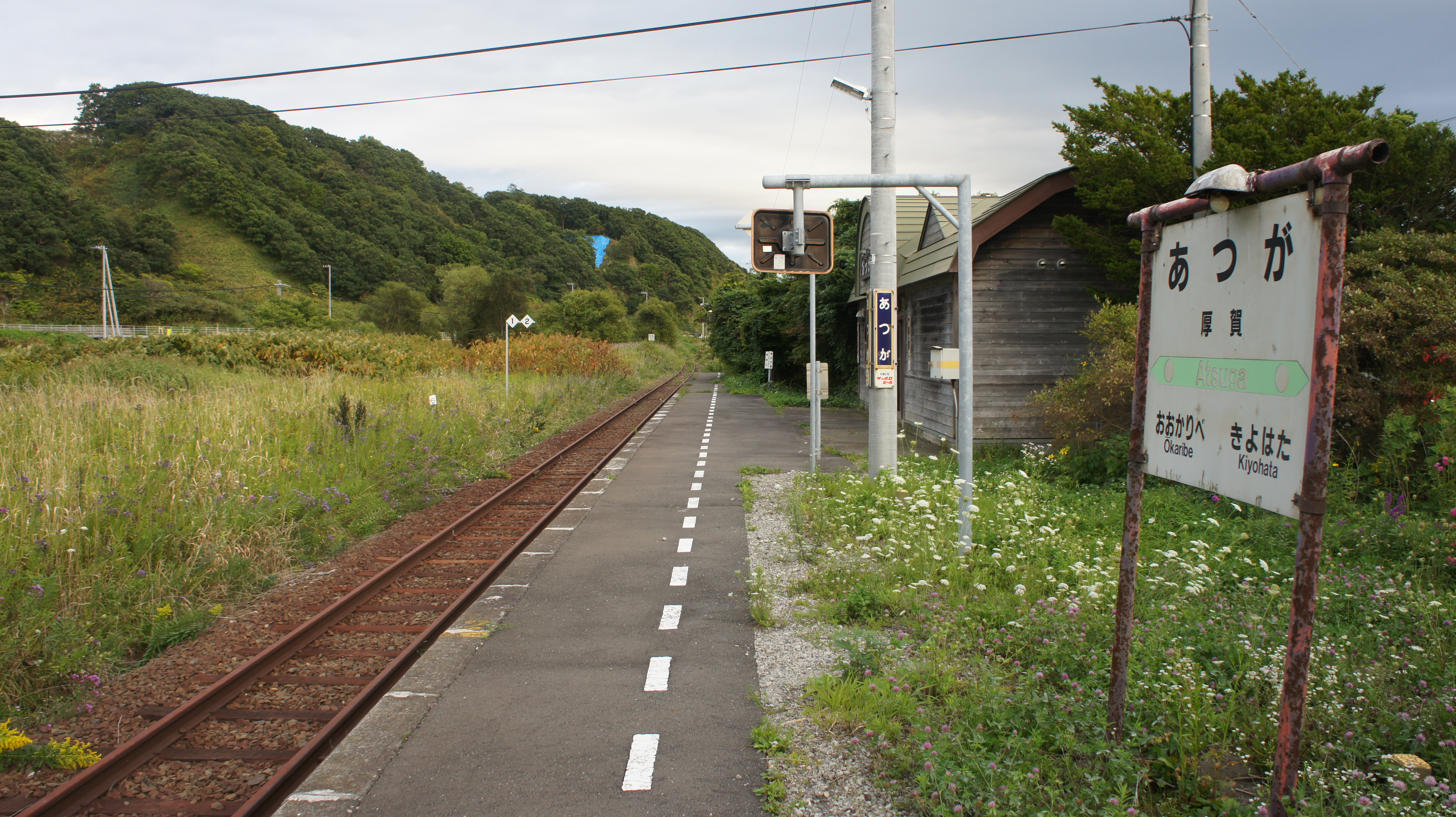
ホーム（2017年9月）
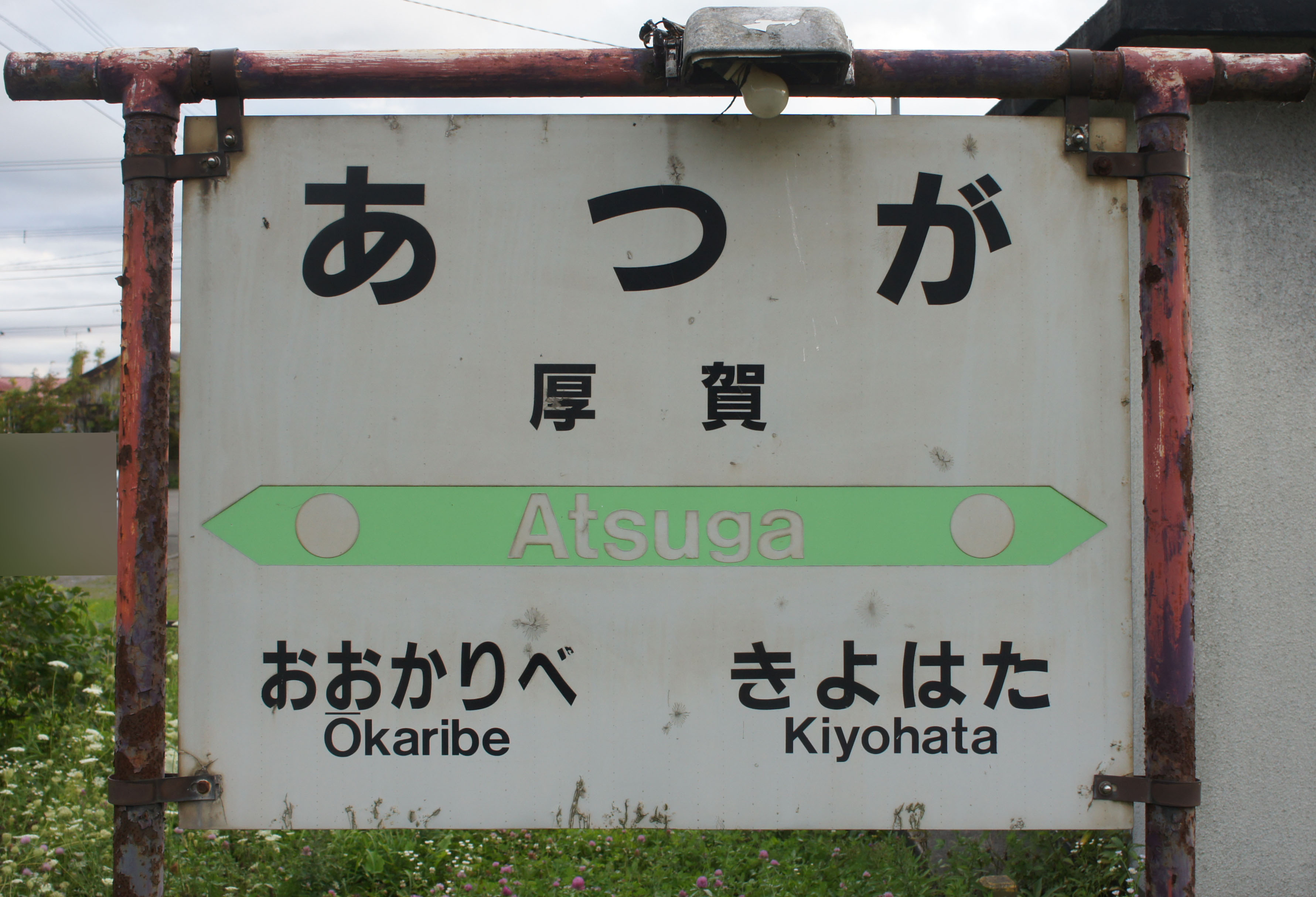
駅名標（2017年9月）

## 利用状況
乗車人員の推移は以下のとおり。年間の値のみ判明している年については、当該年度の日数で除した値を括弧書きで1日平均欄に示す。乗降人員のみが判明している場合は、1/2した値を括弧書きで記した。また、「JR調査」については、当該の年度を最終年とする過去の各調査日における平均である。当駅についてはバス代行期間が存在するため、一部でバスと列車が別集計となっているほか、各年で集計期間が異なる。備考も参照。
| 年度               | 乗車人員 | 乗車人員 | 乗車人員 | 乗車人員 | 出典       | 備考                                                        |
| 年度               | 年間     | 1日平均  | JR調査   | JR調査   | 出典       | 備考                                                        |
| 年度               | 年間     | 1日平均  | 列車     | 代行バス | 出典       | 備考                                                        |
| ------------------ | -------- | -------- | -------- | -------- | ---------- | ----------------------------------------------------------- |
| 1981年（昭和56年） |          | (51.0)   |          |          | [ 12 ]     | 1日乗降人員：102                                            |
| 1992年（平成04年） |          | (91.0)   |          |          | [ 9 ]      | 1日乗降人員：182                                            |
| 2014年（平成26年） |          |          | 40       |          | [ JR北 4 ] | 当年の列車は単年の値。                                      |
| 2017年（平成29年） |          |          |          | 17       | [ JR北 5 ] | 2015年度末から鵡川 - 様似間バス代行。当年のバスは単年の値。 |
| 2018年（平成30年） |          |          |          | 20.5     | [ JR北 6 ] | 代行バスの値は過去2年平均                                   |
| 2019年（令和元年） |          |          |          | 20.7     | [ JR北 7 ] | 代行バスの値は過去3年平均                                   |
| 2020年（令和02年） |          |          |          | 21.0     | [ JR北 8 ] | 代行バスの値は過去4年平均                                   |

## 駅周辺
駅の周辺には材木工場などがある。
- 国道235号
- 北海道道208号比宇厚賀停車場線
- 日高町役場厚賀支所
- 門別警察署厚賀駐在所
- 厚賀郵便局
- 苫小牧信用金庫厚賀代理店
- 門別町農業協同組合（JA門別）厚賀支所
- ひだか漁業協同組合門別支所厚賀事業所
- 日高町立厚賀中学校
- 日高町立厚賀小学校
- 厚賀漁港[10]
- 厚別川
- 道南バス「厚賀駅前」停留所

## 隣の駅
北海道旅客鉄道（JR北海道）
日高本線
清畠駅 - 厚賀駅 - 大狩部駅